# Kakegurui Twin
Kakegurui Twin (tiếng Nhật:賭ケグルイ双 - ツイン-, Hepburn: Kakegurui Tsuin) là một bộ truyện tranh Nhật Bản được viết bởi Kawamoto Homura và được vẽ minh họa bởi Saiki Kei. Bộ truyện vừa là phần ngoại truyện vừa là phần tiền truyện của Kakegurui, được viết bởi Kawamoto và được minh họa bởi Naomura Tōru. Bộ truyện đã được đăng nhiều kỳ trên tạp chí Gangan Joker của nhà xuất bản Square Enix từ tháng 9 năm 2015, với các chương riêng lẻ được Square Enix mua bản quyền và xuất bản trong mười lăm tankōbon kể từ tháng 7 năm 2024. Bộ Manga đã được mua bản quyền lại và phát hành bằng tiếng Anh ở Bắc Mỹ bởi Yen Press. Một bộ anime thuần gốc của MAPPA sẽ được phát hành trên Netflix vào tháng 8 năm 2022.

## Tóm tắt

### Dẫn nhập
Kakegurui Twin diễn ra một năm trước các sự kiện của loạt phim chính và sự xuất hiện của Jabami Yumeko tại Học viện Dân lập Hyakkaou

### Tiền đề
Bộ phim tập trung vào học sinh chuyển trường Saotome Mary, sau khi gia nhập Học viện Dân lập Hyakkaou, đã tìm hiểu về hệ thống cờ bạc của trường và nhanh chóng bắt đầu thích nghi với nó, điều này chỉ khiến Mary không chống chọi được với cơn mê cờ bạc mà cô được biết đến.

## Phương tiện truyền thông

### Truyện
Truyện được viết bởi Kawamoto Homura và minh họa bởi Saiki Kei, Kakegurui Twin bắt đầu được đăng nhiều kỳ trong Gangan Joker của Square Enix vào ngày 21 tháng 9 năm 2015. Các chương của bộ truyện được Square Enix mua bản quyền lại và xuất bản thành các tập tankōbon riêng lẻ. Tập đầu tiên được xuất bản vào ngày 22 tháng 12 năm 2015, và mười lăm tập đã được phát hành kể từ ngày 22 tháng 7 năm 2024. Bộ truyện đã được Yen Press mua bản quyền lại để phát hành bằng tiếng Anh ở Bắc Mỹ.

### Phim Live-action
Một loạt phim live-action chuyển thể dài 8 tập được phát hành trên Amazon Prime từ ngày 26 tháng 3 đến ngày 16 tháng 4 năm 2021.

### Anime
Vào tháng 11 năm 2021, có thông báo rằng bộ truyện sẽ nhận được bản chuyển thể từ bộ anime gốc để khởi chiếu trên Netflix vào 4 tháng 8 năm 2022.

## Tiếp nhận
Shaenon K. Garrity của Otaku USA nhận xét Kakegurui Twin là bộ manga hoàn hảo cho "những độc giả quan tâm đến toán học lý thuyết trò chơi nhập môn và đường gấp khúc".